# 소마씨

소마씨(일본어: 相馬氏 そうまし[*])는 무가, 화족이었던 일본의 씨족 중 하나이다. 헤이안 시대 말부터 치바 츠네타네의 2남 모로츠네가 시모우사국 소마군을 영유하여 소마를 칭한 데서 시작되었다. 오슈 정벌의 군공으로 무츠국 나메카타군을 부여받고, 1323년에 시게타네가 같은 군 소고로 이주했다. 에도 시대에는 우다군 나카무라로 거처를 옮겨 나카무라번주가 되었고, 메이지 유신 후에는 화족의 자작가에 올랐다. 돌림자로는 「타네(胤)」이다.

## 역사

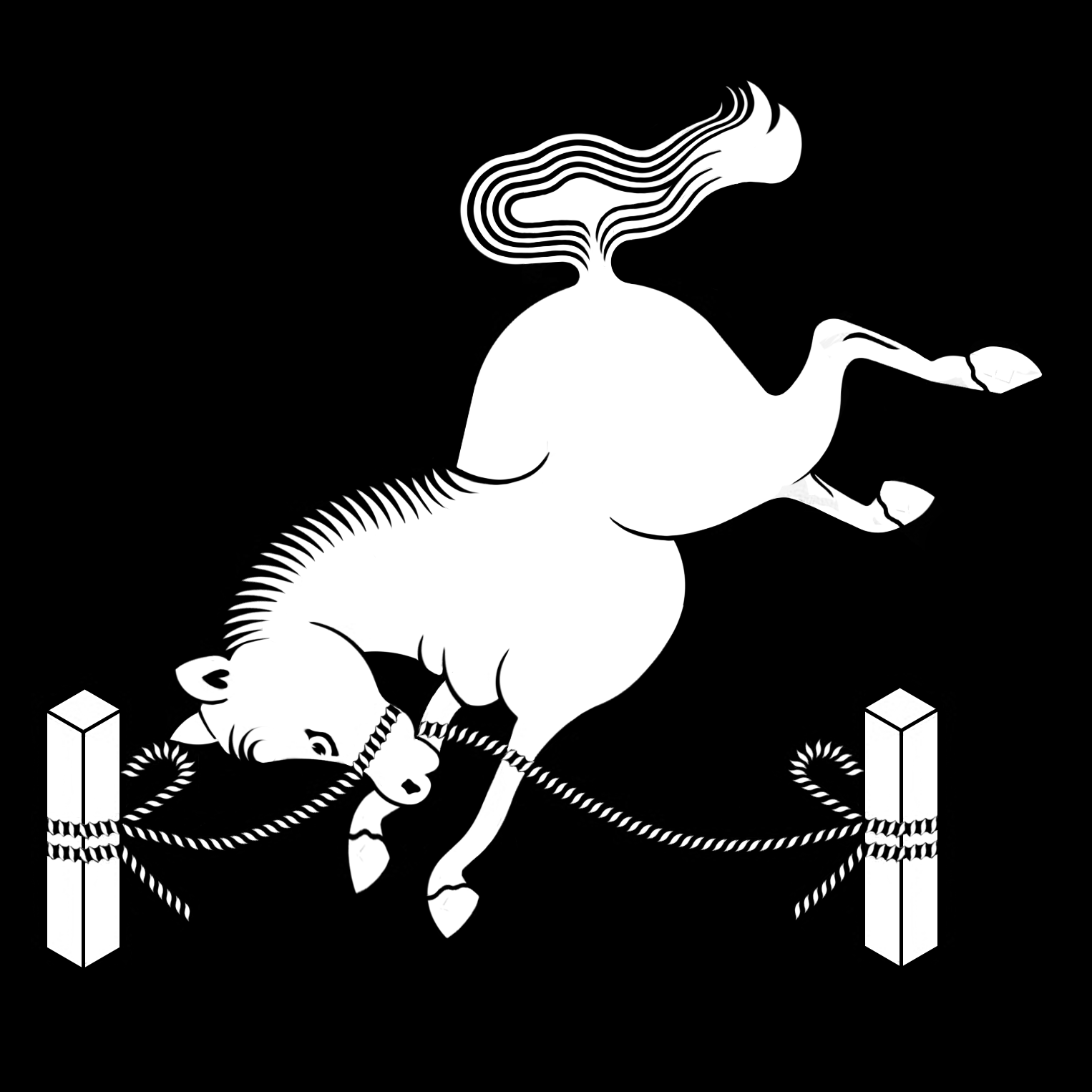
또 다른 소마씨의 가몬 츠나기우마(繋ぎ馬)

### 봉건 시대
계보 상으로는 간무 천황의 후손 간무 헤이시의 타이라노 마사카도라고 전해지지만, 직접적인 조상은 치바 츠네타네의 2남 모로츠네이다. 모로츠네는 시모우사국 소마군을 다스렸기 때문에 소마를 성씨로 칭했다.
분지 5년 (1189년)의 오슈 정벌에서 전공을 세워, 미나모토노 요리토모로부터 무츠국 나메카타군 (현 후쿠시마현 소마군)을 받았다. 겐코 3년 (1323년)에 소마 시게타네가 나메카타군 오다카 (미나미소마시 오다카구)로 이주해 본거지로 삼았고, 오슈 소마씨의 시조가 되었다. 이 이후 일족인 오카다씨나 다이히사씨 등과 함께 이와키 지방 (후쿠시마현 동부)에서 세력을 확대했다. 남북조 쟁란에서는 북조에 속했다. 덴분 9년 (1540년) 이후에는 다테씨와 세력을 다투어 항쟁을 거듭했다.
요시타네 대에 도요토미 히데요시의 신하가 되어, 오다카의 본령을 안도받았다. 게이초 5년 (1600년)의 세키가하라 전투 때, 도쿠가와 이에야스의 출진 요청에 응하지 않아 전쟁이 끝난 후에 개역되었으나, 게이초 7년 (1602년)에 도쿠가와 이에미츠 탄생으로, 요시타네의 아들 토시타네에게 본령이 안도되었다. 게이초 16년 (1611년)에 우다군 나카무라성으로 옮겨, 이후 에도 시대를 통해 나카무라번 6만 석의 토자마 다이묘가로 계속 이어졌다. 역대 번주의 벼슬은 종5위하로, 나가토노카미나 사누키노카미, 이나바노카미 등을 맡았다.
최후의 나카무라번 번주 토모타네는 막부 말기의 보신 전쟁에서는 센다이번의 압력으로 오우에츠 열번 동맹에 참가했지만, 즉시 관군에게 항복했기 때문에 처벌 없이 본령을 안도받았다.

### 메이지 이후
메이지 유신 후인 메이지 2년 (1869년) 6월 17일의 행정관들로 공가와 다이묘가가 통합되어 화족 제도가 탄생하자, 소마가도 다이묘가로서 화족에 올랐다. 마지막 번주 소마 토모타네는 메이지 2년 (1869년) 6월 24일, 판적봉환에 의해 나카무라번 지사로 임명되었고, 메이지 4년 (1871년) 7월 14일, 폐번치현까지 번지사를 지냈다. 가마쿠라 시대부터 폐번치현까지 영지의 장소가 바뀌지 않은 다이묘가로서는 드문 케이스다.
메이지 17년 (1884년) 7월 7일, 화족령의 시행으로 화족이 오작제가 되자, 같은 달 8일에 구 소번지사로써 토모타네가 자작에 올랐다.
2대 자작 타케타네는 궁내성에서 근무했으며, 신주쿠교엔 근무와 식부관, 아사카노미야 어용달 등을 역임했으며, 도쿄부의 고액 납세자이기도 했다.
3대 자작 야스타네의 시기인 쇼와 전기에 소마 자작가의 저택은 도쿄시 요도바시구 시모오치아이에 있었다.
헤이세이 23년 (2011년)의 동일본 대지진 때, 당주 소마 미치타네 (그의 아버지 대부터 홋카이도로 이주. 조상의 구령인 후쿠시마현 소마시에서 표고버섯 농원을 경영해, 홋카이도와 후쿠시마를 왕래하고 있었음)는 후쿠시마 제1원자력 발전소 사고의 이재민 2~30 가구 정도를 히로시마현 동부 진세키코겐쵸로의 집단 이주를 진세키코겐쵸 정장 나가마치노 유코와 함께 계획했다.

## 역대 당주
※ 무츠 소마씨
1. 소마 모로츠네 - 치바 츠네타네의 아들.
2. 소마 요시타네 - 1대 당주 모로츠네의 아들.
3. 소마 타네츠구 - 2대 당주 요시타네의 아들.
4. 소마 타네무라 - 3대 당주 타네츠나의 아들.
  - 소마 타네츠구 - 3대 타네츠나의 아들. 폐적됨
5. 소마 모로타네 - 4대 당주 타네무라의 아들.
  - 소마 타네츠구 - 타네무라의 아들. 시모우사 소마씨
6. 소마 시게타네 - 5대 당주 모로타네의 아들. 무츠에 하향.
  - 소마 모로타네 - 타네우지의 아들. 시모우사 소마씨
7. 소마 치카타네 - 6대 시게타네의 아들.
  - 소마 미츠타네 - 6대 시게타네의 아들. 7대 치카타네의 동생.
8. 소마 타네요리 - 7대 치카타네의 아들.
9. 소마 노리타네 - 8대 타네요리의 아들.
10. 소마 타네히로 - 9대 노리타네의 아들.
11. 소마 시게타네 - 10대 당주 타네히로의 아들.
12. 소마 타카타네 - 11대 당주 시게타네의 아들.
13. 소마 모리타네 - 12대 당주 타카타네의 아들.
14. 소마 아키타네 - 13대 당주 모리타네의 아들.
15. 소마 모리타네 - 14대 당주 아키타네의 아들.
16. 소마 요시타네 - 15대 당주 모리타네의 아들.
17. 소마 토시타네 - 16대 당주 요시타네의 아들. 나카무라번 초대 번주
18. 소마 요시타네 - 17대 당주 토시타네의 아들.
19. 소마 타다타네 - 츠치야 토시나오의 아들
20. 소마 사다타네 - 19대 당주 타다타네의 아들.
21. 소마 마사타네 - 19대 당주 타다타네의 아들.
22. 소마 노부타네 - 사타케 요시즈미의 아들
23. 소마 타카타네 - 21대 당주 마사타네의 아들.
24. 소마 모로타네 - 22대 당주 노부타네의 손자.
25. 소마 요시타네 - 24대 당주 모로타네의 아들.
26. 소마 무라타네 - 25대 당주 요시타네의 아들.
27. 소마 마스타네 - 25대 당주 요시타네의 아들.
28. 소마 미치타네 - 27대 당주 마스타네의 아들.
29. 소마 토모타네 - 28대 당주 미치타네의 아들. 나카무라번 마지막 번주
30. 소마 아리타네 - 28대 당주 미치타네의 아들.
31. 소마 타케타네 - 30대 당주 아리타네의 아들.
32. 소마 야스타네 - 31대 당주 타케타네의 아들.
33. 소마 카즈타네 - 32대 당주 야스타네의 아들. 경주마 슈퍼 크리크의 생산자
34. 소마 미치타네 - 33대 당주 카즈타네의 아들. 친자녀 3명

## 같이 보기
- 소마군 (시모사국)
- 소마군
- 소마노 마우이
- 소마 나카무라번
- 소마시
- 나카무라마치 (후쿠시마현)
- 소마 나카무라성
- 오다카성
- 소마 나카무라 신사
- 소마 신사 (소마시)
- 아즈마 햣칸
- 간무 헤이시
- 치바씨
- 사타케씨
- 츠치야씨
- 도케이지(同慶寺) - 조동종 사원. 아리마씨 보리사
- 이와키 전투 - 보신 전쟁에서의 나카무라 소마씨에 대해서는 이쪽도 참고.
- 소마 사건
- 시가 나오미치 - 소마가 가령(家令). 소마 사건의 한쪽 당사자이자, 시가 나오야의 할아버지)
- 히토코토누시 신사 (죠소시)
- 후쿠시마 제1원자력 발전소 사고 - 제1원전은 에도 시대 나카무라번 내에서, 나카무라성 (번주 소마씨)과 이와키타이라성 (번주 안도씨) 가까운 거리. 역시, 센고쿠 시대 나카무라성 (성주 소마씨)와 오오다테성 (성주 이와키씨)와도 비슷한 거리.